# Loxbeare
Loxbeare – wieś i civil parish w Anglii, w Devon, w dystrykcie Mid Devon. W 2011 civil parish liczyła 162 mieszkańców. Loxbeare jest wspomniana w Domesday Book (1086) jako Lochesbere/Lochesbera.